# 帕拉坎比
帕拉坎比是巴西里约热内卢州的一个市镇。总面积179.374平方公里，总人口45016人，人口密度251人/平方公里。